# 迷惑電話
迷惑電話（めいわくでんわ、英語: Prank call）は、相手に不快感を与える結果となる電話による迷惑行為、及び犯罪行為のこと。

## 概要
迷惑電話は、類型としては脅迫電話や無言電話・猥褻（わいせつ）電話が挙げられる。さらに冗談やいたずら、悪ふざけを目的としたいたずら電話（略して「イタ電」）も迷惑電話の一種である。
また2000年代初頭では、ナンバーディスプレイサービスに関連して、無作為に掛電し、1回だけベルを鳴らして着信履歴を残し、相手から電話をかけさせて有料サービス（ダイヤルQ2など）に誘導するワン切り電話も生まれたが、これも迷惑電話に含まれる。
会話を録音するなどの警告を行う自動音声や着信拒否、国際電話不取扱受付センターに連絡して国際電話サービス停止を行うなどの対策が行われる。

## 迷惑電話の分類

### 分類
この行為を目的や内容別に分類すると、おおむね以下の通りとなる。
- 金銭的な損害を与える目的
  - フリーダイヤルであるのをよいことに、嫌がらせをする（通話料は相手方の負担となる）
  - いたずらでファックス（ファクシミリ）を大量に送信し、相手の電話機で印刷用紙を大量に消費させる。古い機種では内容を確認せず、即座に印刷するものが多かったが、後発では送信された内容を一旦記憶し、利用者がそれを印刷するかどうか選択できる機種もあるため、効果は低くなりつつある。
- いたずらまたは悪ふざけ目的
  - 適当に入力した、デタラメな電話番号にかける。
  - 相手に用もないのに電話する
  - 冗談や嘘を言う。
  - 相手を混乱させ、おかしな行動を取らせようとする行為
  - 相手をだまし、それによって何らかの嫌がらせを目的とする行為。
- 不快感を与えることを目的とする
  - 留守番電話を探し、無意味ないし不快なメッセージなどを吹き込む、さらには長時間にわたり前記の行為を行い続け、テープなど録音用記録媒体の容量を故意に使い切らせる。
  - 相手が出た瞬間、電話を切る
- 個人的な鬱憤や欲求不満の発散
  - 出た相手に猥褻な言葉を語りかける。
  - 愚痴を言う、罵倒するなど、理不尽な欲求不満のはけ口にする[3]
  - 公共サービスの電話番号にかけ、全く関係のない話などをする
- 相手の反応をうかがう（無言電話など）
  - 犯行予兆電話（アポ電） - 親族や金融機関などを装って、事前に資産状況や家族構成などを探る、不審な電話[4]。
- 各種営業電話（電話勧誘販売） - 不動産、金融取引、通信回線、食品などの定期購入（サブスクリプション）など

学校関係者を装って児童のクラス名簿を得ようとしたケースや、厚生労働省関係機関を装ってアンケートを行った ケースも発生している。
この他、自分の声が分かりにくいようにボイスチェンジャーをつけてかけるケースもある。

### 作品中に出てきた電話番号
漫画、テレビゲーム、アニメーション、小説、ドラマ、映画などの作中で表示された、または広告の電話番号、あるいは登場人物がかけた電話番号に対し実際電話してみるというもの。
有名なものに、「サザエさんの蕎麦屋」事件がある。これは1971年5月3日付の朝日新聞朝刊に連載されたサザエさん作中にて、カツオがメモに書いた蕎麦屋の電話番号に、多くの読者が実際に電話をかけてみたというものであった。作者の長谷川町子はデタラメな番号を書いたつもりだったが、その番号は実際に世田谷区内のある家庭にて使用されており、掲載紙が家庭に届くや否やその家庭では電話が鳴りっ放しとなり、長谷川町子宅に被害者本人からクレームの電話がかかってくる事態になった。被害者宅に電話をかけた人々の動機は「本当に使われているか気になった」という興味本位から、「実在する蕎麦屋が広告料を長谷川に支払って描いてもらったと思い、それに対するクレーム」まで多岐に渡り、その件数は掲載日だけで200件以上に及んだという。その後、単行本収録に当たって該当シーンには修正が加えられた。
なお、一種のジョークと捉えることのできるものに、漫画やテレビアニメなどにおいて製作会社・出版社などの電話番号が記載されたことがある。これは蕎麦屋事件と同じく、作中で表示された番号に電話したところ、製作会社に繋がったというものである。
ちなみに、アメリカ合衆国では、このような事態を防ぐ措置として、テレビドラマや映画などの劇中では市内局番555 から始まるものなど、架空の電話番号を用いる。ただし、『24 -TWENTY FOUR-』のように実際に接続できる専用受付番号を用意し、出演者が電話に出るなどのファンサービスを行う例もある。
シカゴ・シアーズデパートの広告誤植は、「ノーラッド・サンタ・トラックス」が行われるきっかけとなった。
似た例として、ヒット曲の歌詞に出てくる数字（特に、電話に関連することが明言されている場合）にも、同様の電話がかけられることがある。実際にあった例として、少年隊の『バラードのように眠れ』には「Private Phone 4009」という歌詞があり、この番号へのイタズラ電話が殺到したため、NTTにより「ここにかけても少年隊は出ません」という音声が流されるに至った。

### 緊急通報電話へのいたずら電話
無目的の通話においても、相手が不快と感じる他に、電話先の相手の生活や業務を妨害するケースも見られる。
日本では、110番・119番・118番通報などの緊急通報用電話番号の場合、通話者の電話機設定上の不備から非通知設定になっている場合でも、通話者の確認を行えるよう、特殊な経路で電話番号や発信位置が確認できるシステムとなっている。
これは特に、話すことができない身体障害者や、声を出すと犯人に気づかれるなど話せない状況からの緊急入電、また通報者がパニックになって現場の番地が分からないなどの場合を想定したものである。

### 名簿業者と間違いファックス
ファックス付き電話機は一般家庭に普及してはいるものの、中高齢者宅を中心として40 - 50％前後に留まっているともいわれ、ファックスを使った無差別に広告を送信する業者にとって、ファックスのある家庭（特に騙されやすい高齢者宅や、比較的、経済的余裕があると思われる「日中に人がいる家庭」など）を中心とした電話番号リストを作成するために、無作為に電話をかけて応答を確認する手口の存在が指摘されている

## 迷惑電話と法の適用
迷惑電話そのものを直接規制する法律は日本にはないが、それにより相手が相当の迷惑を被った場合には既存の法律により罰せられる。
- 迷惑防止条例 - 多くの都道府県では、（すべての類型が該当するとは限らないが）迷惑電話を罰則つきで規制している。
- ストーカー規制法 - ストーカーによる無言電話や連続した電話。
- 配偶者暴力防止法 - 配偶者による無言電話や連続した電話。
- 暴力団対策法 - 指定暴力団員による債権取り立てについて債務者に対する粗暴粗野若しくは乱暴な言動による電話。
- 貸金業法 - 貸金業者が正当な理由なしに債務者の自宅や勤務先に借金の返済を催促する電話。
- 割賦販売法 - クレジット会社や割賦販売業者が正当な理由なしに債務者の自宅や勤務先に借金の返済を催促する電話。
- 偽計業務妨害罪 - 企業や公共サービスなどへの過度の迷惑電話により通常の業務や相談業務に支障をきたした場合。他人にあるいは相手に迷惑をかけてやろうと、利用する意思もないのにタクシーや出前などを注文するのはこれにあたる。
- 脅迫罪（刑法222条） - 相手へ危害を加える旨、またはそれに相当する内容を発した場合。
- 傷害罪 - 過度の迷惑電話により相手にノイローゼやうつ病などの精神疾患をもたらせた場合[注釈 2]。
- 特定商取引法 - 電話勧誘販売について規定。特定商取引法に基づく消費者側からの申出制度もある[7]。

## 対策手段
概ね、以下のようなものがある。

### 迷惑電話撃退サービス
ストーカー行為など、個人攻撃として迷惑電話があった場合に、電話会社（NTTであれば116番、携帯電話であれば各社のショップやサポート窓口）に相談して電話番号を変えてもらうという対応や、電話回線契約の付加サービスとして、発信者番号通知拒否（非通知）など特定の番号からの着信を拒否する各種迷惑電話撃退サービスが提供されている。また、ナンバーディスプレイ対応の電話機の中には同様の機能を設けているものもある。
「ナンバーお知らせ136」は、「136」に電話をかけると最後にかかってきた電話の電話番号を有料で教えてくれるというサービスで、相手が匿名でも電話番号を通知している設定になっていれば電話番号を知る手立てとなる。

### 優良防犯電話の設置
全国防犯協会連合会は、優良防犯電話を推奨している。優良防犯電話には、通話内容を録音する機能、迷惑電話番号データベースに基づき着信を拒否するなどの機能がある。地方自治体によっては、高齢者を対象に購入代金を補助する制度がある。

### その他
また、一般消費者側の対応としては、以下のようなものが挙げられる。
- 固定電話を、在宅中でも常に留守番電話にセットする[13]。
- 営業や勧誘の電話がしつこい場合は、消費生活センターに相談する。場合によっては、前述の特定商取引法に基づく消費者側からの申出制度の利用も可能である[7][14]。